# Круашвілі Карло Варламович
Карло Варламович Круашвілі (рос. Карло Варламович Круашвили; нар. 17 травня 1927, Тбілісі — пом. 11 листопада 2002) — радянський футбольний суддя. Один з найкращих футбольних рефері Радянського Союзу 1960-х років. Суддя всесоюзної категорії (1961), арбітр ФІФА (1969). Представляв Тбілісі, 11 разів входив до списку найкращих суддів СРСР. Заслужений тренер Грузинської РСР (1970).

## Кар'єра
Почав грати у футбол у Тбілісі в команді текстильного технікуму в 1943 році. У 1949—1953 — в команді Грузинського інституту фізкультури, який закінчив у 1954. З 1965 року почав тренувати дитячі та юнацькі команди. Під його керівництвом юнацька збірна Грузії здобула всерадянський «Кубок юності» 1970. Працював директором стадіону спортивного клубу «Гантіаді» (Тбілісі).
Судити ігри вищої ліги почав у 1958 році, загалом провів 160 матчів у вищій лізі до 1976 року включно, нагороджений пам'ятною золотою медаллю за те, що відсудив понад 100 ігор у чемпіонаті. До списку найкращих суддів СРСР входив 11 разів. Був арбітром міжнародної категорії, судив міжнародні ігри. Входив до колегії суддів Грузії та президії Всесоюзної колегії суддів.